# Clean Bandit

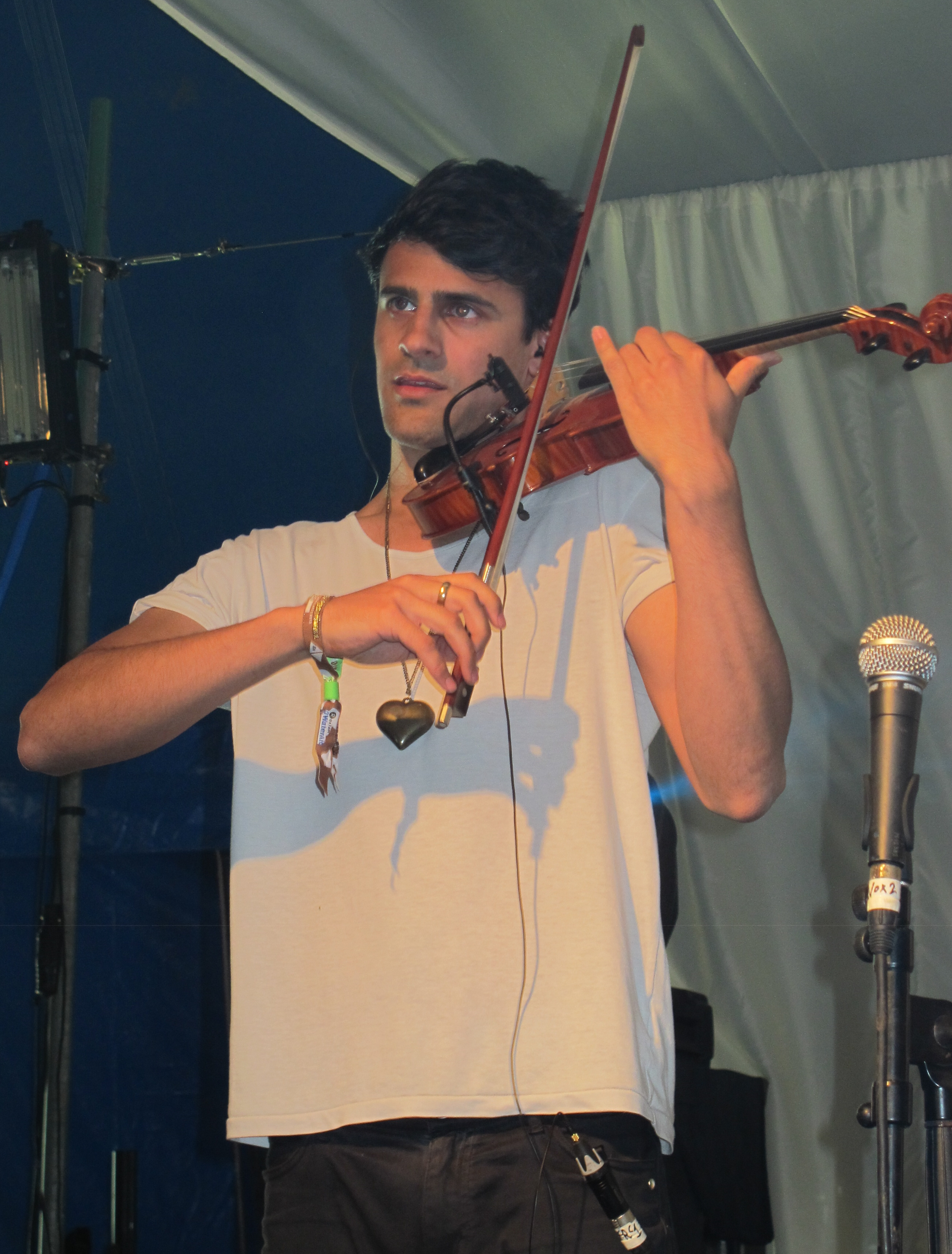
Neil Milan Amin-Smith, l'ex-violoniste du groupe.

Clean Bandit est un groupe de musique électronique anglais, fondé à Cambridge en 2009. Il est composé de trois membres : Grace Chatto, Luke Patterson et Jack Patterson. Leur style musical emprunte à la musique classique et à la musique électronique et pourrait être qualifié de « musique de chambre électronique ». Leurs morceaux Rather Be (en compagnie de Jess Glynne), Rockabye (en compagnie de Sean Paul et d'Anne-Marie), Symphony (avec Zara Larsson) et Solo (avec Demi Lovato) ont atteint la première place du classement officiel de singles au Royaume-Uni.

## Histoire
Les quatre membres fondateurs du groupe (Grace Chatto, Luke Patterson, Jack Patterson et Neil Milan Amin-Smith) se rencontrent au Jesus College durant leur cycle prégradué à l'université de Cambridge. Neil Milan Amin-Smith dirige alors un quatuor à cordes dont Grace Chatto faisait partie.
Le groupe est fondé en 2008. Le nom choisi est la traduction littérale d'une insulte russe, que Jack et Grace utilisaient pour surnommer un ami lorsqu'ils vivaient à Moscou.
Leur premier clip vidéo sort le 15 octobre 2010. Mozart's House affirme leur style musical : une fusion de musique classique — ici un extrait du quatuor à cordes de Wolfgang Amadeus Mozart — et de musique électronique, accompagnée par la voix d'un artiste invité — ici, Love Ssega —, laissant aussi une grande place aux cordes du violoniste Neil Milan Amin-Smith et de la violoncelliste Grace Chatto. Ce morceau est mis en téléchargement dès 2011.
A+E est le premier single de l'album New Eyes et sort le 31 décembre 2012. Il atteint la 100e place du UK Singles Chart. Le 29 mars 2013, Mozart's House est intégré à un extended play pour une nouvelle promotion, où il est annoncé comme le deuxième single de l'album à venir. Le morceau obtient alors la 17e place du UK Singles Chart. Dust Clears, troisième single de l'album, atteint la 43e place du classement. Le quatrième titre Rather Be chanté par Jess Glynne sort le 5 décembre 2013 et atteint la première place du UK Singles Chart en février 2014. Il atteint également la première place des classements allemand, suédois, finlandais, norvégien, néerlandais, ainsi que la deuxième place des classements français, suisse, italien, australien et néo-zélandais,. Il se réserve enfin la dixième place du Billboard Hot 100 aux États-Unis. Le morceau est le deuxième single le plus vendu de 2014 au Royaume-Uni (après Happy de Pharrell Williams) avec plus d'1,13 million d'exemplaires écoulées.

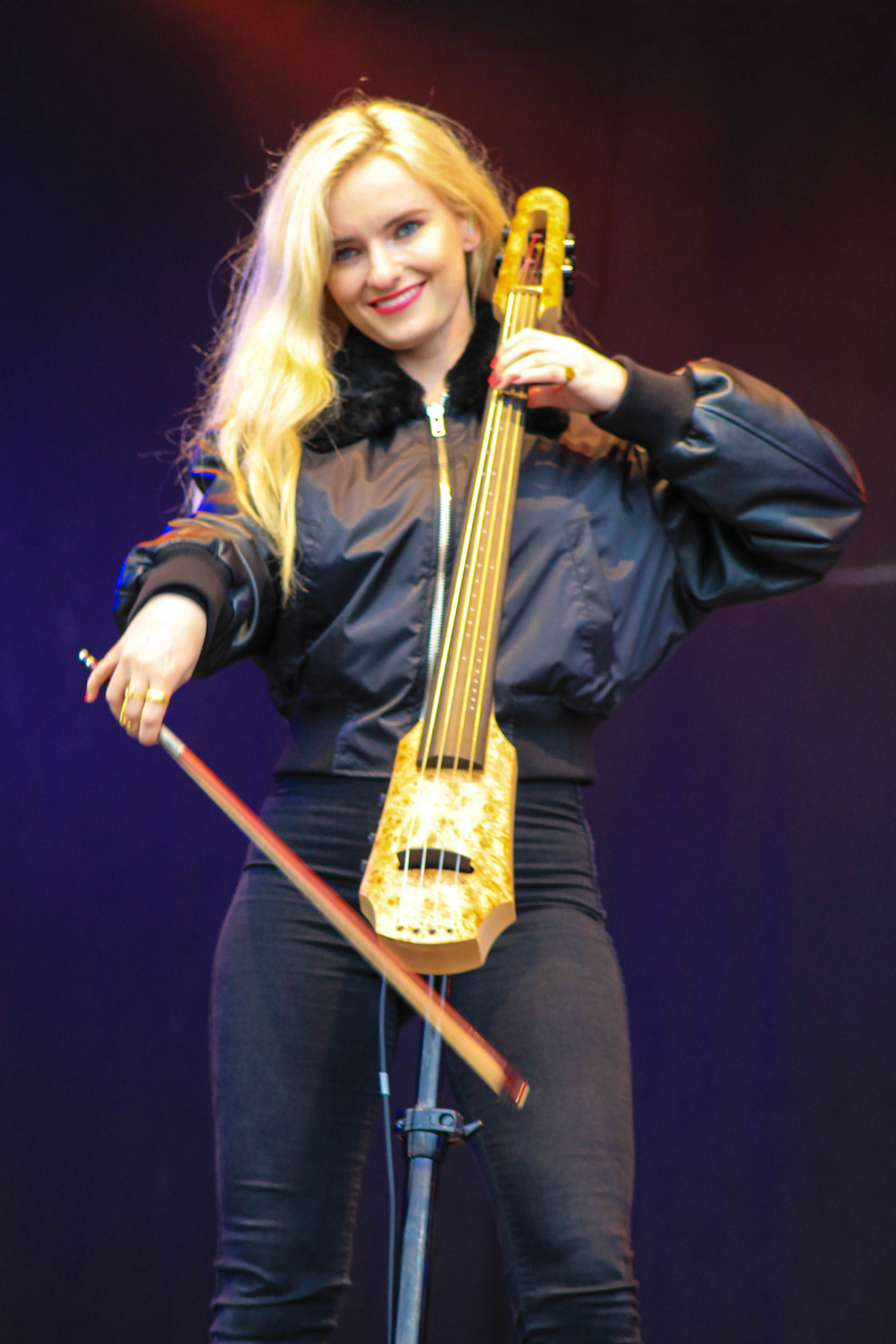
Grace Chatto, 2014.

L'album New Eyes est commercialisé le 30 mai 2014 par Atlantic Records et par la Warner Music Group le 2 juin en France. Il est certifié disque d'or par la British Phonographic Industry. Deux autres de ses titres seront promus en tant que singles : Extraordinary (2 avril 2014) et Come Over (21 juillet 2014).
En octobre 2014 le groupe sort un nouveau morceau sur lequel Jess Glynne a posé sa voix : Real Love. En février 2015, Rather Be obtient le Grammy Award du meilleur enregistrement dance durant la 57e cérémonie des Grammy Awards. Lors de l'édition 2015 du festival Coachella, le groupe interprète avec Marina and the Diamonds Disconnect, un morceau exclusif.
Clean Bandit sort le 27 mai 2016 Tears, un morceau chanté par la gagnante de The X Factor (Royaume-Uni) en 2015, Louisa Johnson. Le titre atteint la cinquième place du classement une semaine après leur interprétation du morceau sur le plateau de Britain's Got Talent.
Le 19 octobre 2016, Neil Amin-Smith — membre fondateur du groupe — annonce qu'il quitte Clean Bandit,. Cette nouvelle est suivie deux jours plus tard de la sortie d'un nouveau single Rockabye dont la partie vocale est effectuée par Anne-Marie et Sean Paul. Laissant plus de place à l'instrumentalisation électronique, le morceau est le second du groupe à atteindre la première place du UK Singles Chart qu'il maintient durant 9 semaines. Il obtient aussi la première place des classements irlandais, autrichien, danois, australien, néozélandais, italien, suisse, suédois, finlandais et allemand, et est classé dans le top 5 français, canadien et norvégien. Aux États-Unis, il décroche la neuvième place du Billboard Hot 100.
Le groupe a été retransmis sur Eurochannel dans l'édition Euromusic.

## Membres

### Membres actuels
- Grace Chatto (depuis 2008) : violoncelle, guitare basse, percussion, chant
- Jack Patterson (depuis 2008) : clavier, piano, guitare basse, chant
- Luke Patterson (depuis 2008) : batterie, percussion

### Ancien membre
- Neil Milan Amin-Smith (2008-2016)[8] : violon et piano

## Discographie

### Album
| Titre                                                                           | Détails                                                                        | Positions | Positions | Positions | Positions | Positions | Positions | Positions | Positions | Positions | Positions | Positions | Certifications                |
| Titre                                                                           | Détails                                                                        | R-U       | ALL       | AUS       | BEL (FL)  | BEL (WAL) | CAN       | É-U       | FRA       | IRE       | P-B       | SUI       | Certifications                |
| ------------------------------------------------------------------------------- | ------------------------------------------------------------------------------ | --------- | --------- | --------- | --------- | --------- | --------- | --------- | --------- | --------- | --------- | --------- | ----------------------------- |
| New Eyes                                                                        | - Sortie: 30 Mai 2014 - Label: Atlantic - Formats: CD, LP, téléchargement      | 3         | 31        | —         | 39        | 35        | —         | 180       | 52        | 9         | 22        | 8         | - BPI: Or - RIAA: Or          |
| What Is Love?                                                                   | - Sortie: 30 Novembre 2018 - Label: Atlantic - Formats: CD, LP, téléchargement | 9         | —         | 48        | 56        | 131       | 50        | 141       | 141       | 24        | 47        | 58        | - BPI: Or - MC: Or - RIAA: Or |
| « — » signifie que l'album ne s'est pas classé ou n'est pas sorti dans le pays. |                                                                                |           |           |           |           |           |           |           |           |           |           |           |                               |

### Singles

#### Artistes principaux
| Titre                                                                             | Année | Positions | Positions | Positions | Positions | Positions | Positions | Positions | Positions | Positions | Positions | Positions | Certifications | Album                          |
| Titre                                                                             | Année | R-U       | ALL       | AUS       | BEL (FL)  | BEL (WAL) | CAN       | É-U       | FRA       | IRE       | P-B       | SUI       | Certifications | Album                          |
| --------------------------------------------------------------------------------- | ----- | --------- | --------- | --------- | --------- | --------- | --------- | --------- | --------- | --------- | --------- | --------- | --- | ------------------------------ |
| A+E (featuring Kandaka Moore & Nikki Cislyn)                                      | 2012  | 100       | —         | —         | —         | —         | —         | —         | —         | —         | —         | —         | | New Eyes                       |
| Mozart's House (featuring Love Ssega)                                             | 2013  | 17        | —         | —         | —         | —         | —         | —         | —         | —         | —         | —         | | New Eyes                       |
| Dust Clears (featuring Noonie Bao)                                                | 2013  | 43        | —         | —         | —         | —         | —         | —         | —         | —         | —         | —         | | New Eyes                       |
| Rather Be (featuring Jess Glynne)                                                 | 2014  | 1         | 1         | 2         | 2         | 3         | 13        | 10        | 2         | 1         | 1         | 2         | - BPI: 4 × Platine - ARIA: 6 × Platine - BEA: 2 × Platine - BVMI: 3 × Or - MC: 3 × Platine - IFPI SWI: Platine - RMNZ: Platine - RIAA: 4 × Platine - SNEP: Platine  | New Eyes                       |
| Extraordinary (featuring Sharna Bass)                                             | 2014  | 5         | —         | —         | —         | —         | —         | —         | —         | 21        | —         | —         | - BPI: Argent | New Eyes                       |
| Come Over (featuring Stylo G)                                                     | 2014  | 45        | 76        | —         | —         | —         | —         | —         | —         | —         | —         | —         | | New Eyes                       |
| Real Love (avec Jess Glynne)                                                      | 2014  | 2         | 2         | 13        | —         | —         | —         | —         | 131       | 26        | —         | 37        | - BPI: Platine - ARIA: Platine | New Eyes (Special Edition)     |
| Stronger                                                                          | 2015  | 4         | —         | —         | —         | —         | —         | —         | —         | 56        | —         | —         | - BPI: Argent | New Eyes (Special Edition)     |
| Tears (featuring Louisa Johnson)                                                  | 2016  | 5         | 95        | —         | —         | —         | —         | —         | —         | 21        | 36        | —         | - BPI: Platine | What Is Love? (Deluxe Edition) |
| Rockabye (featuring Sean Paul & Anne-Marie)                                       | 2016  | 1         | 1         | 1         | 2         | 1         | 4         | 9         | 4         | 1         | 1         | 1         | - BPI: 3 × Platine - ARIA: 5 × Platine - BEA: 2 × Platine - BVMI: 2 × Platine - MC: 6 × Platine - IFPI SWI: 2 × Platine - RIAA: 3 × Platine - SNEP: Diamant         | What Is Love?                  |
| Symphony (featuring Zara Larsson)                                                 | 2017  | 1         | 9         | 4         | 4         | 28        | 34        | —         | 11        | 2         | 4         | 6         | - BPI: 3 × Platine - ARIA: 5 × Platine - BEA: Platine - BVMI: Platine - MC: 2 × Platine - IRMA: 3 × Platine - IFPI SWI: 2 × Platine - RIAA: Platine - SNEP: Diamant | What Is Love?                  |
| Disconnect (avec Marina and the Diamonds)                                         | 2017  | —         | —         | —         | —         | —         | —         | —         | —         | —         | —         | —         | |                                |
| I Miss You (featuring Julia Michaels)                                             | 2017  | 4         | 49        | 20        | 5         | 5         | 50        | 92        | 112       | 3         | 10        | 43        | - BPI: Platine - ARIA: 3 × Platine - BEA: Platine - BVMI: Or - MC: Platine - RIAA: Or - SNEP: Platine                                                               | What Is Love?                  |
| Solo (featuring Demi Lovato)                                                      | 2018  | 1         | 1         | 7         | 3         | 1         | 14        | 58        | 3         | 1         | 14        | 2         | - BPI: 2 × Platine - ARIA: 2 × Platine - BEA: Platine - BVMI: Platine - MC: 2 × Platine - IRMA: 2 × Platine - RIAA: Platine - SNEP: Diamant                         | What Is Love?                  |
| Baby (featuring Marina & Luis Fonsi)                                              | 2018  | 15        | —         | —         | —         | —         | —         | —         | 166       | 39        | —         | —         | - BPI: Or | What Is Love?                  |
| Mama (featuring Ellie Goulding)                                                   | 2019  | 98        | —         | —         | —         | —         | —         | —         | —         | 97        | —         | —         | | What Is Love?                  |
| Tick Tock (avec Mabel featuring 24kGoldn)                                         | 2020  | 8         | 48        | —         | —         | 8         | —         | —         | 47        | 13        | 27        | 17        | - BPI: Platine - BEA: Or - SNEP: Or |                                |
| Higher (featuring Iann Dior)                                                      | 2021  | 66        | —         | —         | —         | —         | —         | —         | —         | 67        | —         | —         | |                                |
| Drive (avec Topic featuring Wes Nelson)                                           | 2021  | 17        | —         | —         | —         | —         | —         | —         | —         | 30        | —         | —         | - BPI: Or |                                |
| How Will I Know (avec Whitney Houston)                                            | 2021  | 92        | —         | —         | —         | —         | —         | —         | —         | —         | —         | —         | |                                |
| Everything But You (featuring A7S)                                                | 2022  | 55        | —         | —         | —         | —         | —         | —         | —         | —         | —         | —         | |                                |
| Sad Girls (avec French The Kid featuring Rema)                                    | 2022  | —         | —         | —         | —         | —         | —         | —         | —         | —         | —         | —         | |                                |
| Don't Leave Me Lonely (avec Elley Duhé)                                           | 2022  | —         | —         | —         | —         | —         | —         | —         | —         | —         | —         | —         | |                                |
| « — » signifie que le single ne s'est pas classé ou n'est pas sorti dans le pays. |       |           |           |           |           |           |           |           |           |           |           |           | |                                |

#### Artistes en featuring
| Titre                                                    | Année |
| -------------------------------------------------------- | ----- |
| Intentions (Gorgon City featuring Clean Bandit)          | 2013  |
| Lost (End of the World featuring Clean Bandit)           | 2019  |
| Arriba (Little Big & Tatarka featuring Clean Bandit)     | 2019  |
| Open to More (Henry Lau featuring Clean Bandit)          | 2019  |
| Stop Crying Your Heart Out (sous BBC Radio 2's Allstars) | 2020  |
| My Own Beat (Louane featuring Clean Bandit)              | 2023  |

### Remixes
- 2012 : Clean Bandit - A+E (Clean Bandit VIP Remix)
- 2013 : Lana Del Rey - National Anthem (Clean Bandit Remix)
- 2013 : Rudimental featuring Ella Eyre - Waiting All Night (Clean Bandit Remix)
- 2014 : The Weeknd - Wanderlust (Clean Bandit Remix)
- 2014 : Clean Bandit featuring Stylo G - Come Over (Clean Bandit VIP Remix)
- 2015 : Rae Morris - Love Again (Clean Bandit Remix)
- 2015 : Jack Ü featuring AlunaGeorge - To Ü (Clean Bandit Remix)
- 2016 : Flume featuring Tove Lo - Say It (Clean Bandit Remix)
- 2018 : End of the World - Stargazer (Clean Bandit Remix)
- 2018 : Halsey featuring Big Sean & Stefflon Don - Alone (Clean Bandit Remix)
- 2018 : SeeB & Dagny - Drink About (Clean Bandit Remix)
- 2019 : Taylor Swift - You Need to Calm Down (Clean Bandit Remix)
- 2020 : Robin Schulz featuring Alida - In Your Eyes (Clean Bandit Remix)
- 2020 : The Killers - Caution (Clean Bandit Remix)
- 2021 : Tiësto & Ty Dolla $ign - The Business, Pt. II (Clean Bandit Remix)
- 2021 : Nathan Dawe featuring Anne-Marie & MoStack - Way Too Long (Clean Bandit Remix)
- 2021 : Galantis & David Guetta & Little Mix - Heartbreak Anthem (Clean Bandit Remix)
- 2021 : Oliver Tree - Life Goes On (Clean Bandit Remix)
- 2021 : Clean Bandit & Topic featuring Wes Nelson - Drive (Clean Bandit VIP Remix)
- 2022 : Clean Bandit feat A7S - Everything But You (Clean Bandit VIP Remix)
- 2022 : Mika - Grace Kelly (Clean Bandit Remix)
- 2022 : Clean Bandit & French The Kid featuring Rema - Sad Girls (Clean Bandit Remix)
- 2023 : Felix Jaehn & Jonas Blue - Past Life (Clean Bandit Remix)